# Leonhard von Limoges

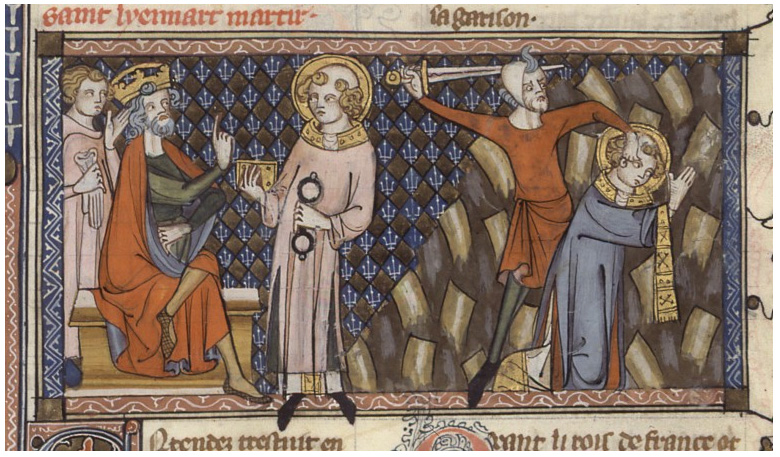
Der hl. Leonhard als Fürsprecher der Gefangenen vor dem Thron des Merowingerkönigs Chlodwig I., Darstellung aus dem Vie des Saints des Richard de Montbaston, (14. Jh.).

Leonhard von Limoges, auch Leonhard von Noblat († 559/620), war ein fränkischer Adelssohn, der am Hof der Merowinger erzogen wurde; später lebte er als Eremit. In der römisch-katholischen Kirche wird er als Heiliger verehrt. Sein Gedenktag ist der 6. November.

## Leben

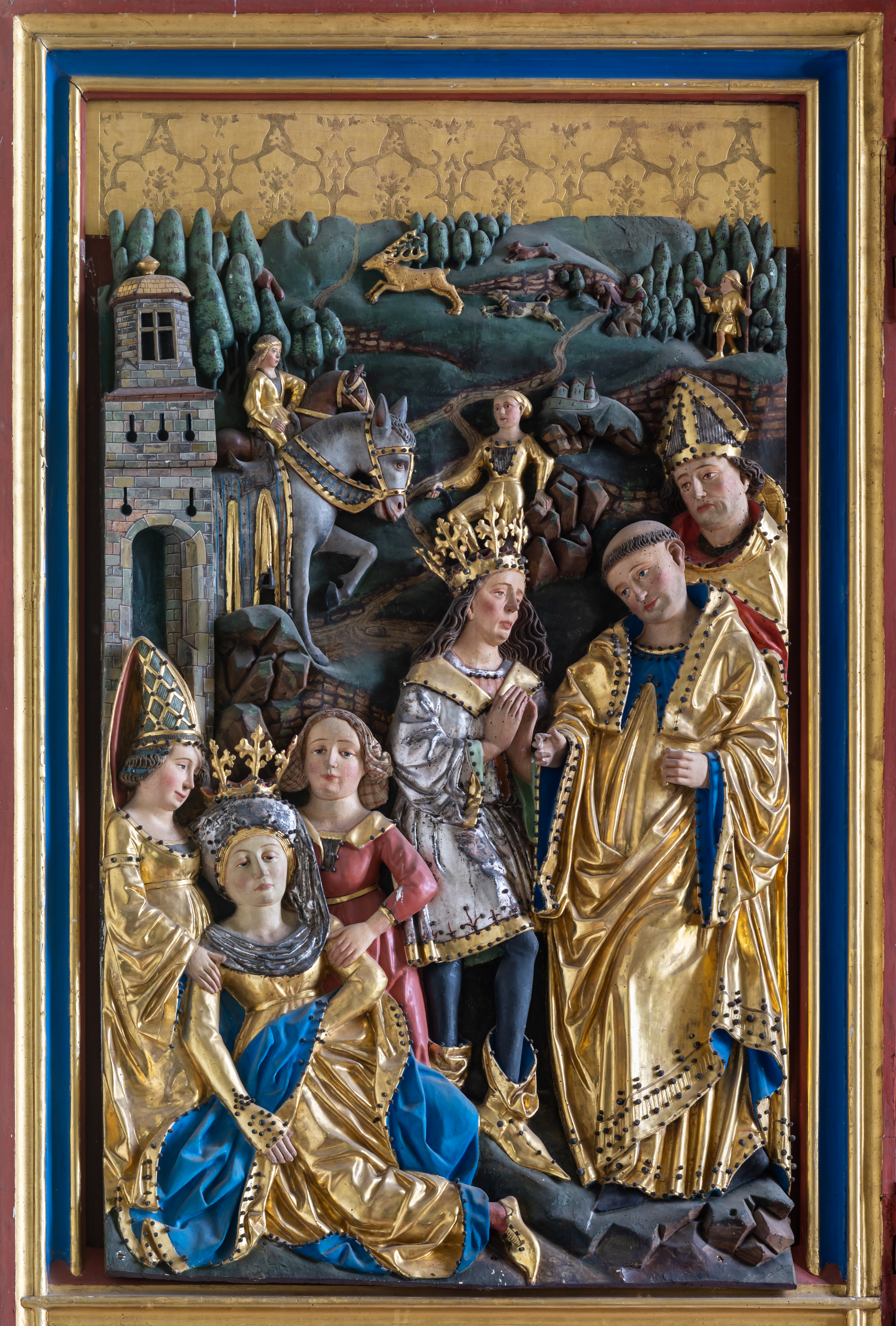
Kath. Filialkirche hl. Leonhard in Pesenbach (Oberösterreich) – Hochaltar (1495): Linker Flügel – St. Leonhard rettet die hochschwangere Frau des Merowingerkönigs Theudebert I durch sein Gebet

Leonhard, dessen auf das Jahr 500 geschätzte Geburtsjahr nicht belegt ist, wird von seinen berühmten Zeitgenossen Gregor von Tours (* 538/39) und Venantius Fortunatus (* 538/39) nicht erwähnt. Seine Lebensgeschichte ist durch eine im 11. Jahrhundert verfasste Biografie mit legendarischen Zügen bekannt. Gemäß dieser Überlieferung taufte und erzog ihn der Erzbischof Remigius von Reims (440–534). Von Mitleid erfüllt, suchte der junge Leonhard regelmäßig Gefangene auf und sprach erfolgreich für ihre Freilassung bei König Chlodwig I. (466–511) beziehungsweise dessen Nachfolger Chlothar I. (~500–561) vor. Später lehnte er die ihm angebotene Bischofswürde ab, um sich als Eremit in die Einsamkeit des unweit von Limoges gelegenen Waldes von Pauvain zurückzuziehen. Von seiner Zelle aus begann er, für Kranke und Hilfsbedürftige zu predigen. Die Legende besagt, es seien durch das Gebet des heiligen Leonhard oder auf seine Anrufung hin auf wundertätige Weise die Ketten zahlreicher Gefangener zersprungen.
Zu Grundbesitz kam der Heilige, nachdem er die hochschwangere Königin gerettet hatte. Das Königspaar jagte in den Wäldern Limoges, doch die Königin bekam Wehen. Leonhard hörte ihre Schreie, eilte zu Hilfe und rettete ihr und dem Kind das Leben. Der König – vermutlich handelte es sich um König Chlothar I. – wollte Leonhard durch Reichtum Dank sagen. Doch Leonhard erbat sich lediglich so viel Waldfläche, wie er mit seinem Esel in einer Nacht umreiten könne. Diesen Wunsch erfüllte der König. Leonhard gründete auf dem geschenkten Land das Kloster Noblat, das noch besteht.

Darstellung im Wappen von Fremdingen

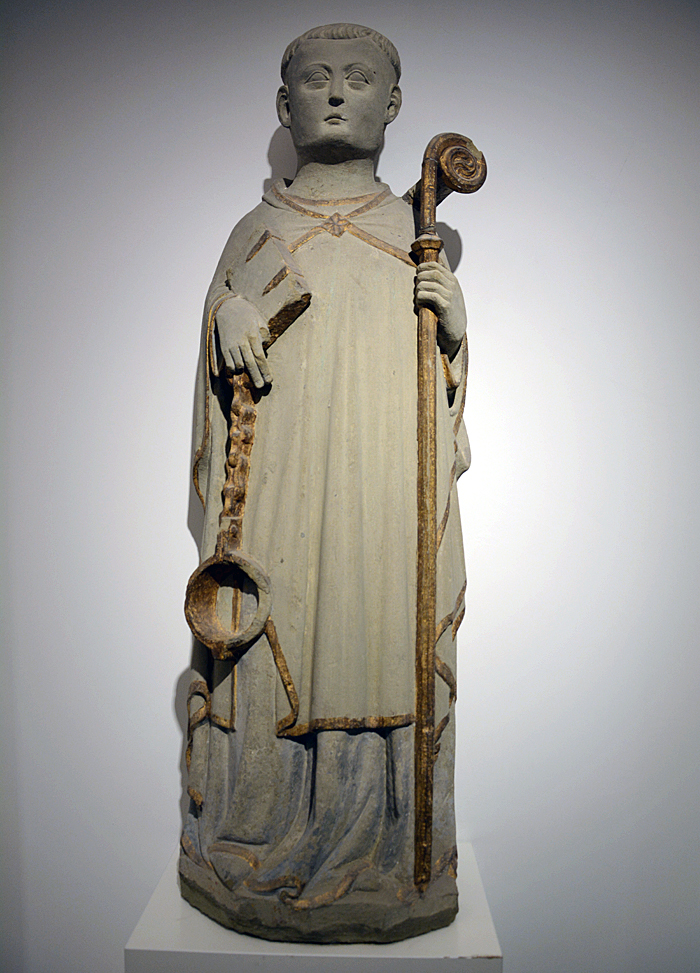
Hl. Leonhard, Sandsteinfigur um 1310, Würzburger Dom

## Verehrung
Der heilige Leonhard, zunächst Schutzpatron der Gefangenen wird auch als „Kettenheiliger“ bezeichnet. Besondere Verehrung wurde ihm ab dem 11. Jahrhundert in Altbayern zuteil, wo er als Nothelfer angesehen wird, vor allem aber als Schutzpatron für das Vieh, insbesondere für die Pferde. Verschiedene Reitvereine im deutschsprachigen Raum sind nach St. Leonhard benannt. Der Volksmund verlieh ihm die Beinamen „bayerischer Herrgott“ oder „Bauernherrgott“. Der heilige Leonhard wird von Bauern, Stallknechten, Fuhrmannsleuten, Schmieden und Schlossern sowie Obsthändlern und Bergleuten angerufen. Er gilt auch als Helfer von Wöchnerinnen, bei Kopfschmerzen sowie Geistes- und Geschlechtskrankheiten.
Patrozinien:
- →Leonhardskirche
- Stiftskirche Saint-Léonard-de-Noblat

In Inchenhofen besteht seit 1659 eine Erzbruderschaft zum heiligen Leonhard, die Papst Alexander VII. genehmigt hat.

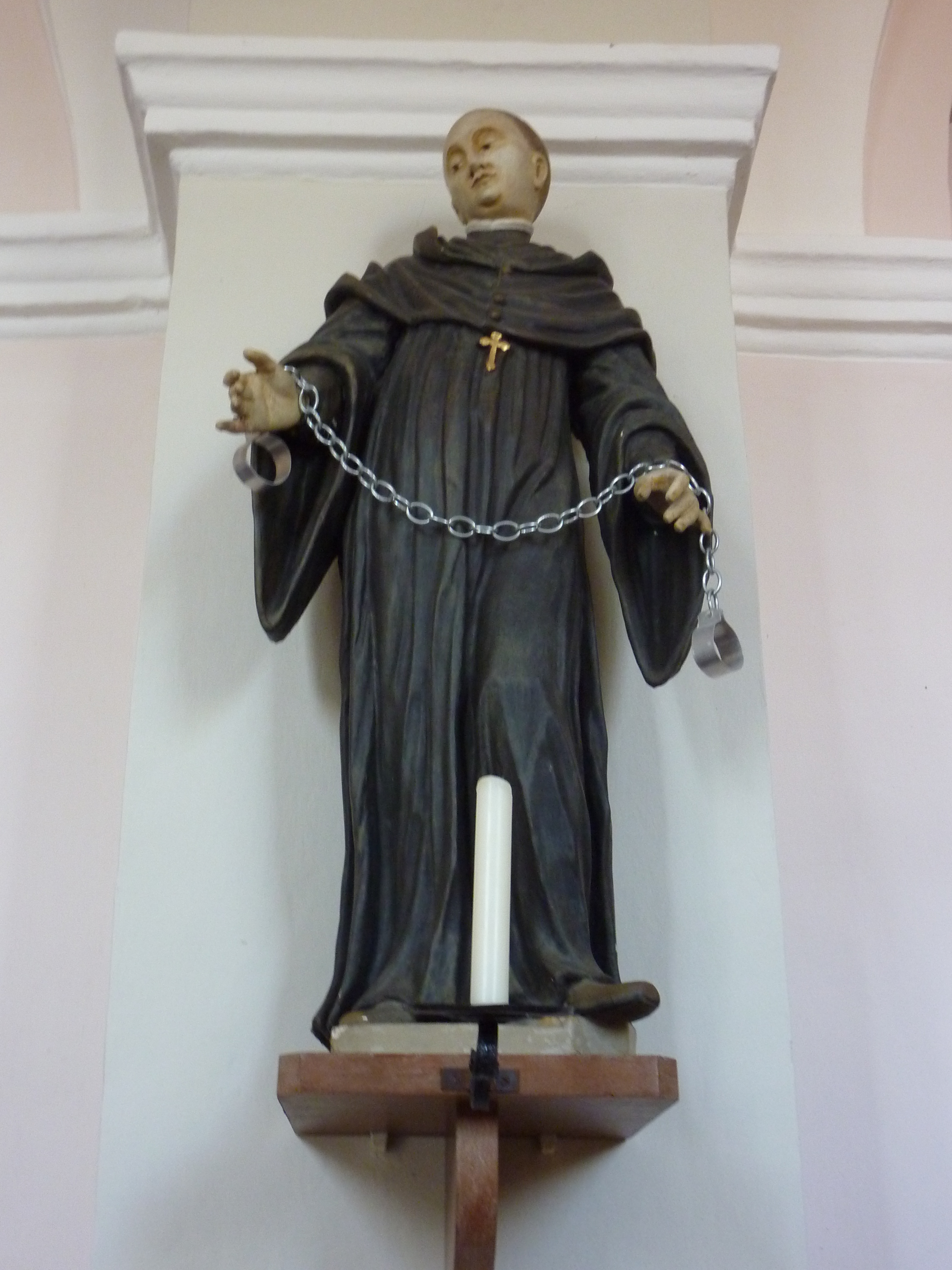
Diese Statue zeigt den hl. Leonhard in Kukulle und Pektorale mit dem Attribut Kette in den Händen, Pfarrkirche Unternalb in Niederösterreich

## Darstellungen und Brauchtum
Seit dem 13. Jahrhundert wird der heilige Leonhard in der Ikonographie oft auch als Benediktinerabt mit Krummstab und den Attributen Kette, oftmals auch mit Pferden und Ochsen dargestellt. Die Kette symbolisiert dabei die von Leonhard erwirkten Befreiungen von Gefangenen. Im Laufe der Zeit wurde sie falsch interpretiert und als Viehkette angesehen, weswegen er als Schutzpatron für das Vieh gilt.
Eine architektonische Besonderheit stellen die dem heiligen Leonhard gewidmeten sogenannten Kettenkirchen dar. Hierbei wird der gesamte Baukörper, einmal oder auch mehrfach, mit einer durchgehenden geschmiedeten Kette umschlungen, entweder temporär am 6. November, dem Gedenktag des Heiligen, oder auch dauerhaft. Die älteste Kettenkirche mit einer permanenten Kette ist die Pfarrkirche St. Leonhard im Lavanttal, deren ursprüngliche Kette um 1480 gestiftet wurde. 
In Bayern gibt es über 50 Leonhardi-Wallfahrten, meist mit Pferderitten bzw. Leonhardifahrten. Mancherorts sind auch Jahrmärkte oder Dulten damit verbunden, wie etwa in Siegertsbrunn oder in Aigen am Inn. In Bad Tölz gilt dieser Tag als Stadtfeiertag, die Geschäfte haben während der Tölzer Leonhardifahrt und des Gottesdienstes geschlossen.

## Bauernregel
Bauernregeln für den Gedenktag des hl. Leonhard lauten:
- Wenn auf Leonhardi Regen fällt, ist’s mit dem Weizen schlecht bestellt.
- Wie’s Wetter an Lenardi ist, bleibt’s bis Weihnachten gewiss.
- Nach der vielen Arbeit Schwere, an Leonhardi die Rösser ehre.